# 三之輪
三之輪（日语：／ Minowa */?）是東京都台東區的地名。現行行政地名為三之輪一丁目及三之輪二丁目。郵遞區號110-0011。2013年8月1日為止的人口有2,606人。

## 地理
位於台東區北部。北與東北部鄰荒川區南千住，東南接台東區日本堤，南部連台東區龍泉，西部通台東區根岸。町域內商店、大樓、寺院、住居混雜。町域內的大關橫丁交差點是明治通與昭和通的交會處。其他主要道路有國際通、土手通等。廣域的「三之輪」除了台東區，還包括近隣的荒川區南千住與東日暮里。

## 歷史
古時屬三之輪村。（昭和41年）實施新住居表示，三之輪町、金杉下町的大部分地區合併為現行的三之輪。

### 地名由來
古時稱「水之輪」、「水之鼻」，意指伸入海中的海角。後演變為「三之輪」。

## 交通
鐵路
- 東京地下鐵日比谷線○三之輪站

## 設施
公園
- 台東區立東盛公園

教育
- 台東區立柏葉中學校
- 台東區立東泉小學校

公共設施
- 台東區三之輪福祉中心

寺社
- 圓通寺
- 目黃不動尊 永久寺
- 壽永寺

## 備註
1. ↑  住民基本台帳による町丁名別世帯人口数 平成２５年８月１日現在[永久]

## 外部連結
- 台東區官方網站